# 楊屋村 (橫洲)

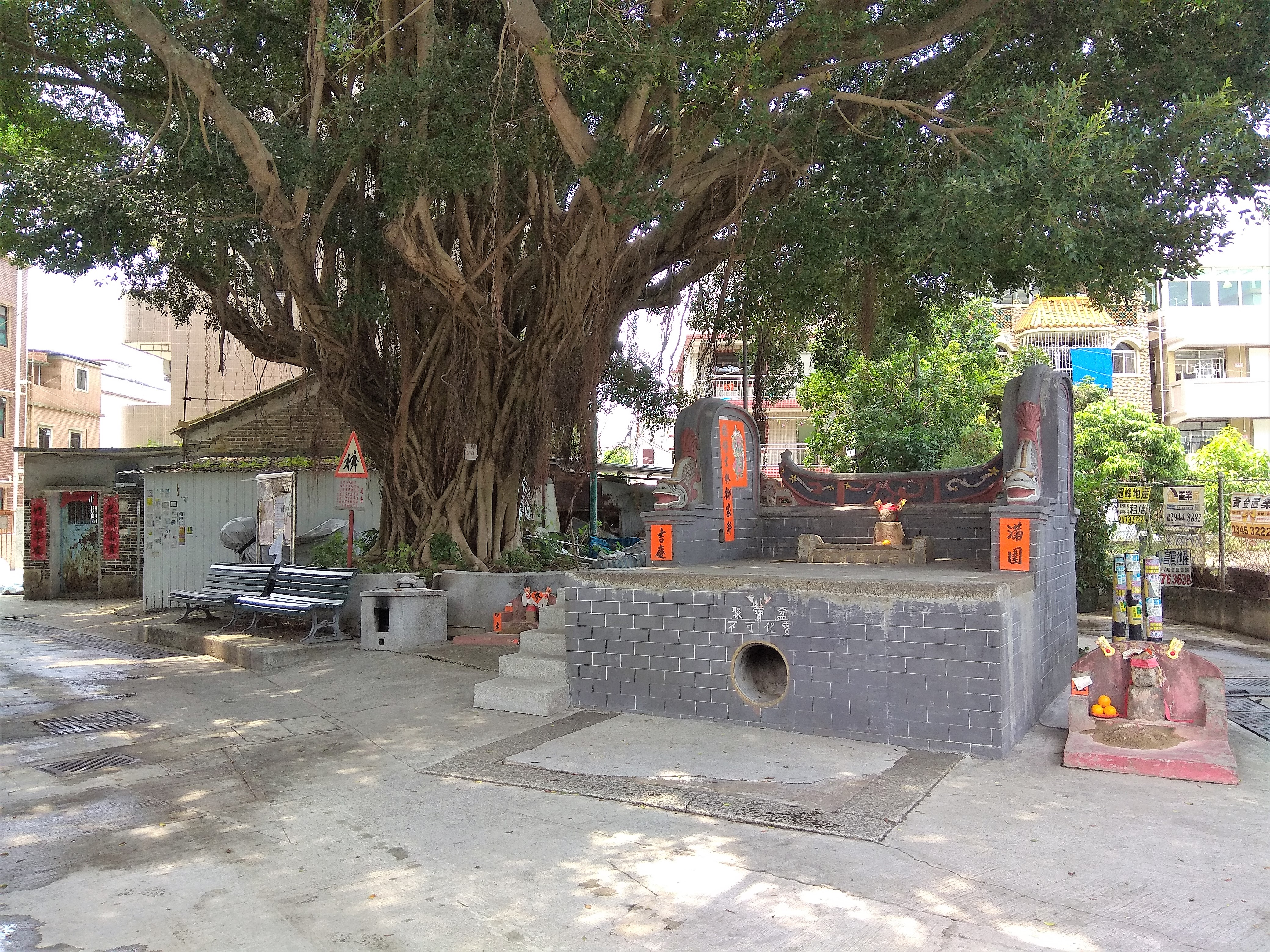
楊屋村內的神壇

楊屋村（英語：Yeung Uk Tsuen）是一條位於香港元朗區橫洲的鄉村。

## 行政區劃
楊屋村是新界小型屋宇政策下其中一條認可鄉村，亦為屏山鄉鄉事委員會中37個鄉村代表之一。在選舉劃分上，該村被劃為屏山北選區。

## 歷史
鄰近的二聖宮於1718年，由橫洲六村（西頭圍、東頭圍、林屋村、忠心圍、福慶村及楊屋村）的村民建成。

## 外部連結
- 居民代表選舉橫洲楊屋村（屏山）的劃定現有鄉村範圍（2019至2022年） （页面存档备份，存于）

22°27′09″N 114°01′35″E / 22.452508°N 114.026483°E